# Concili de Bourges (1225)
El Concili de Bourges (Concilium Bituricense) va ser un concili catòlic celebrat a Bourges el novembre de 1225. Va ser l'assemblea catòlica més gran celebrada fins aquell moment a Occident, només superada pel Concili del Laterà IV del 1215, i el seu objectiu va ser tractar l'afer albigès.

## Context
El Concili de Bourges l'hem d'emmarcar en els esdeveniments de la Croada albigesa. Iniciada el 1209, tenia com a objectiu erradicar l'heretgia albigesa del Llenguadoc. Amb el pretext religiós, els barons que lideraven la croada (majoritàriament d'origen francès) van anar expulsant de mica en mica la noblesa local en una veritable guerra de conquesta. Tanmateix el 1218 els esdeveniments van fer un gir quan el cap militar de la croada, Simó de Montfort, va morir mentre assetjava la ciutat de Tolosa, i el seu fill Amauri es va haver de fer càrrec de mantenir els territoris conquerits pel seu pare. La noblesa local desposseïda, encapçalada per Ramon VII de Tolosa, va emprendre llavors una guerra de reconquesta que acabaria expulsant tots els croats que s'havien establert al Llenguadoc. Finalment, el gener de 1224 Amauri de Montfort va acabar cedint els seus drets al Llenguadoc al nou rei Lluís VIII de França signant el triomf definitiu del comte de Tolosa i materialitzant així la fi de la reconquesta occitana.
Aquell any 1224 va encetar un període dos anys de pau en què la noblesa indígena es va restablir als seus dominis. Tanmateix era una pau fràgil, ja que el rei de França va mostrar de seguida el seu interès en reactivar la croada al Llenguadoc i perquè el comte de Tolosa, excomunicat en aquells moments, no havia aconseguit la legitimació de la Santa Seu. Davant de la disjuntiva que pressuposava la situació, amb un rei de França disposat a anar a la guerra i un comte de Tolosa cercant la pau de l'església amb insistència, el febrer de 1225 el papa Honori III va nomenar un nou legat per a l'afer albigès, Romà Frangipani, cardenal-diaca de Sant Àngel de Pescheria (Roma), que va viatjar immediatament a París. Un cop a París va desenvolupar una gran activitat diplomàtica amb reunions amb el rei i la celebració de diferents parlaments que no van dur a cap entesa.
Finalment el legat papal va decidir celebrar un concili el mes novembre a Bourges on s'hi plantejarien totes les qüestions pendents i on tan Ramon VII de Tolosa com Amauri de Montfort hi tindrien l'oportunitat de defensar les seves posicions.

## El concili
El concili es va obrir el 29 de novembre del 1225. Hi eren presents arquebisbes, bisbes i abats de tot el regne de França i, també, de la Provença i de l'Imperi, el que sumaven un total de 123 bisbes i 520 abats. També hi eren presents Ramon VII, Amauri de Montfort i els seus seguicis de barons i consellers. Amb tot, el Concili de Bourges va esdevenir una de les assemblees catòliques més multitudinàries celebrades mai a Occident.
L'assemblea va començar amb la lectura de les cartes de la legació del cardenal de Sant Àngel i amb les queixes d'alguns arquebisbes sobre la seva preeminència en el concili. Després dels prolegòmens es va entrar en qüestió i el comte de Tolosa va prendre la paraula. Per defensar la seva postura, la legitimació del seu poder sobre els dominis heretats del seu pare i reconquerits als croats, Ramon VII va parlar de la seva implicació amb la fe catòlica i va prometre la persecució de l'heretgia en els seus dominis. També va prometre l'expulsió dels routiers (soldats a sou) i la restitució dels béns espoliats als establiments eclesiàstics durant el transcurs de la guerra. Finalment va proposar al legat papal Romà Frangipani d'acompanyar-lo al Llenguadoc perquè fos testimoni de la implantació majoritària del catolicisme i va demanar ser absolt per l'Església.
Amauri de Montfort, per la seva banda, que defensava ser reconegut ell com el veritable senyor dels territoris conquerits pel seu pare, va aportar com a proves de la seva causa les butlles papals que havien condemnat i deposat a Ramon VI, pare de Ramon VII, i les butlles que adjudicaven a Simó de Montfort la terra conquerida. Amauri va mostrar també l'acte d'infeudació dels nous territoris dels Montfort signada pel rei Felip II de França el 1216. En definitiva, Amauri de Montfort va aportar com a proves de la defensa de la seva legitimitat tots els documents que precisament Ramon VII volia que la Santa Seu anul·lés. Per acabar va demanar que se li confirmés la possessió dels dominis que havien pertanyut a la casa de Tolosa.
Les discussions entre els dos homes es va allargar amb d'altres deliberacions que no van dur a cap entesa.

## Conclusions del concili

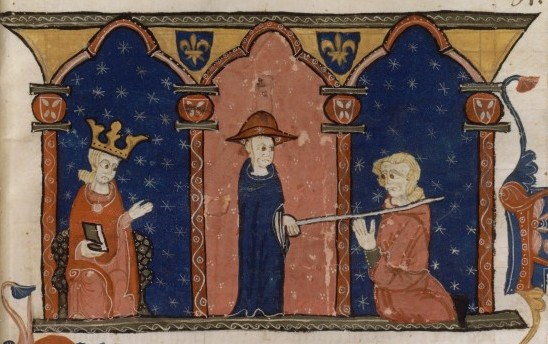
Submissió de Ramon VII de Tolosa a Lluís IX, rei de França el 1229.

No s'han conservat les actes oficials del concili i, per tant, es desconeix quines van ser exactament les deliveracions que van seguir i les conclusions finals. El concili no va servir per arribar a cap reconciliació, ben al contrari. Romà de Sant Àngel recordava un any i mig més tard en un memoràndum que, malgrat els seus esforços per aconseguir la pau entre Ramon i Amauri, la reconciliació havia estat impossible.
Ens hauríem de basar en els esdeveniments posteriors per a deduir-ne les conclusions si no fos per un text conservat del cronista anglès Mateu de París on s'hi anota la interpel·lació sorprenent que havia fet l'Església a Ramon VII al concili: la renúncia per sempre als drets sobre els seus dominis, tant d'ell com dels seus successors. Així doncs, totes les predisposicions reconciliadores de Ramon havien esdevingut inútils davant d'aquesta demanda. Ramon VII no la va acceptar.
Amb les decisions finals preses es posava fi a un concili que havia condemnat a Ramon VII de Tolosa. El pas següent va ser convèncer a Lluís VIII d'implicar-se en l'afer albigès. A canvi l'Església li oferia el deu per cent dels ingressos eclesiàstics durant cinc anys per a finançar la campanya.

## Conseqüències
El mes de maig següent es va reactivar la croada contra els albigesos amb la marxa d'un exèrcit aplegat a Bourges. El propi rei de França comandava la campanya. Aquesta "croada reial" no va arribar als tres anys de durada i va culminar amb l'esfondrament del Llenguadoc i la seva submissió. El març de 1229 es va signar el Tractat de Meaux, que assegurava la fi de la croada i on Ramon VII comprometia el futur del comtat de Tolosa als dominis del rei de França.